# Ouragan Hermine (2016)
Pour les articles homonymes, voir Cyclone tropical Hermine.
Hermine fut le neuvième système tropical à se former durant la saison 2016 dans l'Atlantique nord à partir d'une onde tropicale sortant de la côte ouest de l'Afrique le 18 août. Le 28 août, il est devenu une dépression tropical portant le nom de Neuf et le 31 août, le huitième à devenir une tempête tropicale. Finalement, il est passé au stade d'ouragan de catégorie 1 le 1er septembre, le quatrième de la saison.
Hermine a donné de fortes pluies et causés certains dommages à Cuba mais son impact le plus important s'est fait sentir le long de sa trajectoire passant par le nord de la Floride à la côte est des États-Unis. Deux décès lui sont attribuables dans sa phase tropicale et 2 autres après être devenue extratropicale. Il s'agissait du premier ouragan à toucher la côte de la Floride depuis Wilma en 2005 et le premier à se développer dans le golfe du Mexique depuis Ingrid en 2013.

## Évolution météorologique

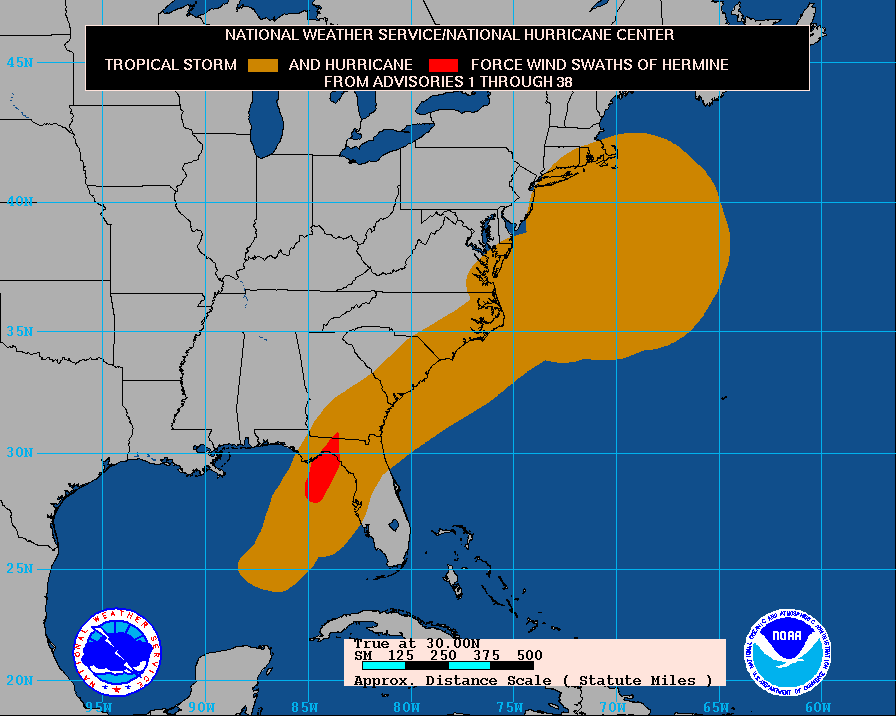
Graphique de l'histoire des vents avec Hermine aux États-Unis (orange : Tempête tropicale/extra-tropicale, rouge :ouragan.

Le NHC a commencé à suivre une zone désorganisée d'orages, associée avec une onde tropicale sortie de la côte africaine, dès le 18 août. Cette dernière a traversé l'Atlantique tropical sans beaucoup de changement. Arrivant près des îles du Vent, elle a commencé à montrer un centre de rotation et les chances pour son développement furent meilleures. Elle a longé par la suite la lisière externe de l'arc antillais mais la présence de cisaillement des vents avec l'altitude diminua son organisation et la probabilité de développement retomba même à 20 % en passant entre Cuba et les Bahamas.
Tard le 28 août à 21 h UTC, le cisaillement faiblissant, un centre bien organisé en surface s'est formé. Un avion de reconnaissance a confirmé les caractéristiques du système qui fut alors nommé la dépression tropicale Neuf. Celle-ci était situé à 90 km au nord-est de la Havane, Cuba, et se dirigeait vers l'ouest à 15 km/h. Le 31 août au matin, Neuf qui avait décéléré graduellement, atteignit le centre du golfe du Mexique à 675 km à l'ouest-sud-ouest de Tampa en Floride. À 17 h UTC, le HNC a reclassé le système au niveau de tempête tropicale nommée Hermine après avoir reçu les données d'un avion chasseur de d'ouragans.
Le 1er septembre à 17 h 55 UTC, le NHC a reclassé Hermine en ouragan de catégorie 1 grâce aux données d'une avion de reconnaissance. Le système se trouvait alors à 180 km à sud-sud-ouest d'Apalachicola, Floride, et se dirigeait vers le nord-nord-est à 22 km/h tout en se renforçant. Le 2 septembre à 5 h 40 UTC (1 h 40 locale), Hermine a touché la côte à St. Mark (comté de Wakulla) dans la région du Big Bend Coast avec des vents soutenus de 130 km/h et une pression centrale de 982 hPa.

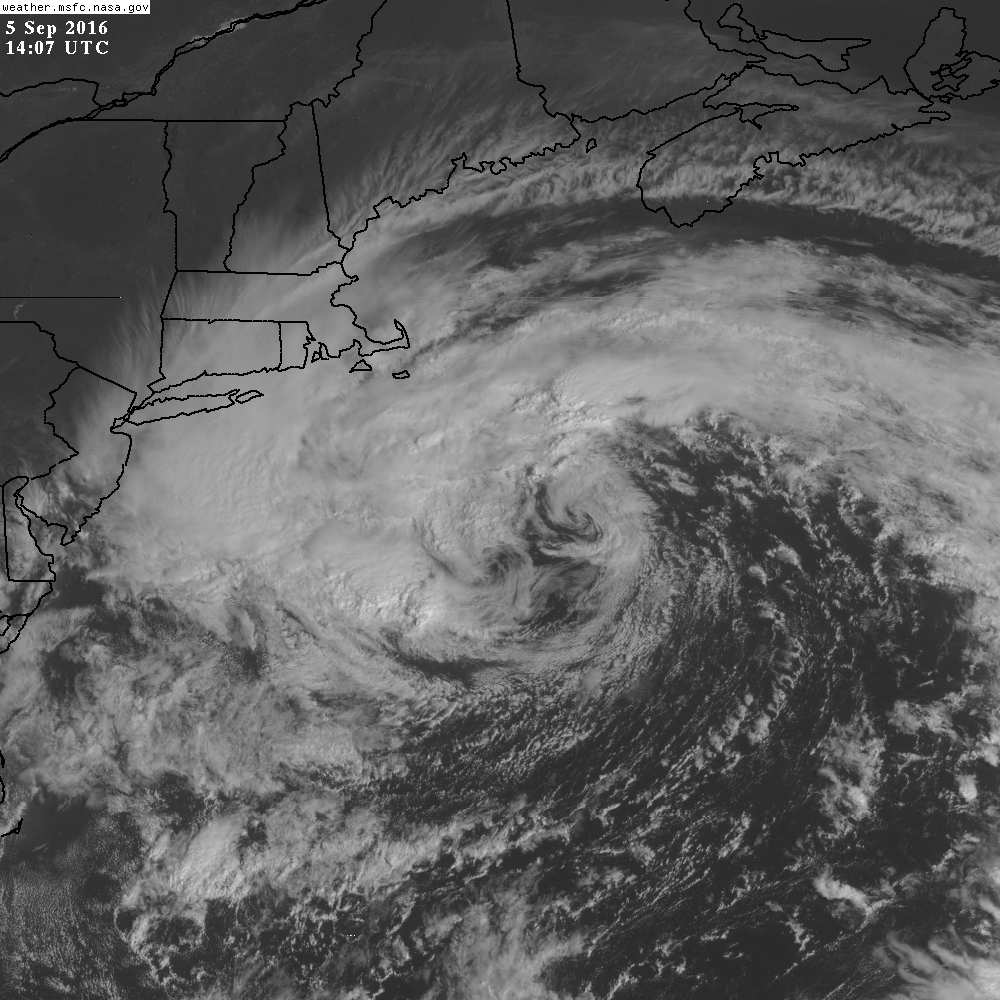
La dépression post-tropicale au large de New York le 5 septembre.

L'ouragan s'est ensuite enfoncé dans les terres, traversant le sud de la Géorgie et perdant un de son intensité par friction. À 9 h UTC (5 h locale), il est retombé au niveau de tempête tropicale tout en continuant vers le nord-est longeant les pentes des Appalaches en direction de la côte Atlantique. Il est ressorti sur l'Atlantique dans la région des Outer Banks de Caroline du Nord le 3 septembre au matin et est devenu une dépression post-tropicale.
L'interaction avec l'environnement barocline permit à la dépression restante non seulement de garder des vents de 100 km/h mais même de s'intensifier par moments et de dériver vers le nord lentement. Elle a continué à donner des bandes de pluie et des vents. Ce fut cependant l'onde de tempête et les vagues causant un courant d'arrachement qui affectèrent la côte entre la Virginie et le Cap Cod qui furent importants à ce stade de sa vie. Le NHC a continué de façon inhabituelle à émettre des bulletins pour ce cyclone extratropical à cause de ses effets. Le 6 septembre au matin, Gaston était encore à 155 km au sud de la pointe est de Long Island, New York, et ses vents était toujours de 100 km/h. Le NHC cessa d'émettre des bulletins ce même après-midi, laissant le soin aux bureaux locaux du National Weather Service de prévoir les conditions pour la dépression en diminution.

## Préparatifs
Le 30 août, le NHC a commencé à émettre des alertes cycloniques pour la côte ouest de la Floride. Au moment où Hermine atteignit le statut d'ouragan, un avertissement d'ouragan fut émis pour les régions allant de l'embouchure du fleuve Suwannee à Mexico Beach et un avertissement de tempête tropicale fut étendu vers jusqu'à la baie de Tampa. Le 31 août, une veille de tempête tropicale fut ajoutée pour la côte atlantique entre Marineland de Floride et la côte de Géorgie. Elle fut transformée en avertissement quand Hermine a traversé le nord de la Floride et fut allongé graduellement vers le nord jusqu'au Cap Cod avec l'évolution du système.
Le gouverneur de Floride Rick Scott a déclaré l'état d'urgence pour 51 comtés. Le vote anticipé pour l'élection primaire de l'État prévu le 30 août fut prolongé d'une journée dans les comtés de Bradford, Broward, Charlotte, Duval, Hillsborough, Miami-Dade, Orange, Osceola, Palm Beach et Pinellas. Dans six comtés, les cours furent annulés le 1er et le 2 septembre, tandis que dans 29 autres comtés l'école a repris le 2 septembre. Des évacuations obligatoires furent ordonnées pour des parties des comtés de Dixie, Franklin, Taylor et Wakulla.
L'état d'urgence fut aussi déclarés en Géorgie, en Caroline du Nord, en Virginie, au Maryland et au New Jersey en raison de la tempête,. Hermine toucha la côte est des États-Unis pendant la fin de semaine de la Fête du Travail, perturbant un congé très prisé. De nombreuses plages furent fermées dans le Delaware, le New Jersey et l'État de New York. Amtrak annula ou modifia ses départs en raison de la menace de la tempête. À Savannah, en Géorgie, le Bacon Fest fut annul, et un festival de la bière fut déplacé à l'intérieur.
À Charleston, Caroline du Sud, le gouvernement de la ville a fourni 3 000 sacs de sable aux résidents pour lutter contre toute inondation. Le service de traversier des Outer Banks en Caroline du Nord fut annulé et des ponts dans le comté de Dare furent fermés à la circulation en raison des vents violents. Des employés de l'État, des hélicoptères et la Garde nationale de la Caroline du Nord furent déployés dans l'est pour réagir aux inondations possibles. La Garde nationale de Virginie mobilisa 270 de ses membres pour aider à préparer la côte aux inondations et aux pannes de courant. Un concert de Bruce Springsteen à Virginia Beach fut reporté de deux jours et plusieurs performances pour l’American Music Festival de la ville furent annulées ou déplacées à l'intérieur,.

## Impacts

### Antilles
En République dominicaine, le système précurseur donna jusqu'à 100 mm de pluie le 25 août. Dix-neuf provinces furent mises en état d'alerte alors que les autorités craignaient des inondations. La tempête a endommagé 200 maisons et plus de 1 000 personnes durent évacuer leur demeure.
Avant de devenir une dépression tropicale, le système a donné de 75 à 125 mm de pluie tout le long de la côte nord et est de Cuba, puis jusqu'à 300 mm sur la partie ouest de l'île après sa transformation,. La pluie arrivant lors d'une période de sécheresse a permis de remplir les réservoirs (le réservoir de Zaza, le plus grand du pays, a reçu 14 millions m3 d'eau haussant son niveau à 30 %) mais a aussi causé des glissements de terrain. À Batabanó sur la côte sud de Cuba, les vents du sud et les 215 mm de pluie donnèrent des inondations. Près de La Havane, le courant électrique fut coupé pour prévenir l'ignition accidentelle du gaz libéré lors de la rupture d'une canalisation.

### États-Unis
| État             | Décès        |
| ---------------- | ------------ |
| Caroline du Nord | 1            |
| Caroline du Sud  | 1 (indirect) |
| Floride          | 1            |
| New York         | 2            |

Hermine causa des interruptions de courant et des dommages matériels, les premiers estimés parlèrent de 500 millions $US (de 2016) en pertes assurées,. Environ 325 000 personnes perdirent le courant entre la Floride et les Carolines, dont plus de 107 000 en Géorgie.
Un sans-abri est mort écrasé sous un arbre déraciné par les vents violents dans le comté de Marion en Floride. La tempête tropicale Hermine fit une deuxième victime le 3 septembre en remontant la côte est : un chauffeur de camion en Caroline du Nord dont la semi-remorque de 18 roues bascula d'un pont, entraîné par la force des vents selon le shérif local.

#### Floride

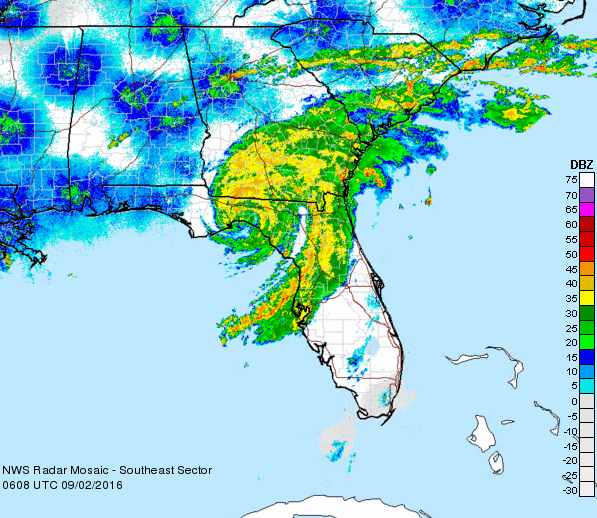
Image du radar météorologique montrant les pluies d’Hermine juste 40 minutes après que le centre de l'ouragan ait touché le côte.

L'onde de tempête pouvant atteindre trois mètres menacèrent une bonne partie de la côte floridienne et les pluies torrentielles dans le sillage d’Hermine provoquèrent des inondations dans les terres, notamment à Tallahassee la capitale de la Floride qui n'avait pas été touchée par un ouragan depuis Kate en 1985. Le porte-parole du service d'incendie de cette ville signala aussi que plusieurs résidants avaient été blessés par des arbres tombés sur leur demeure.
Avant que le centre de l'ouragan touche la côte, une station météorologique au sud d'Apalachicola signala des rafales de 127 km/h à 35 m au-dessus du niveau de la mer. Le long de la côte, les vents soutenus ont atteint 84 km/h à Keaton Beach avec des rafales 108 km/h. Les fortes précipitations sur l'ouest de la Floride donnèrent des accumulations jusqu'à 568 mm sur une période de 72 au canal de Tarpon Lake dans le comté de Pinellas. Les bandes pluvieuses extérieures d’Hermine causèrent une tornade d'intensité EF0 au sud-ouest de Windermere endommageant environ 100 arbres et causant d'autres dégâts mineurs le long d'un corridor de 140 m.
Les vents violents de l'ouragan renversèrent beaucoup d'arbres dans le nord-ouest de la Floride ce qui causa des pertes de courant et des bris aux maisons. Les pannes touchèrent environ 1 % de tous les foyers et les entreprises de l'État. Dans le comté de Leon, où se trouve Tallahassee, 57 % des foyers perdirent le courant, dont environ 80 % de la ville proprement dite et de l'université d'État de Floride. Les pannes d'électricité dans la région de Tampa Bay affectèrent l'usine d'épuration des eaux usées locale, forçant le déversement de 3 550 000 litres d'eau partiellement traitée dans la baie de Hillsborough. Dans le comté de Pasco, 18 personnes eurent besoin d'être rescapées de leurs véhicules pris dans la montée des eaux. A Dekle Beach, la tempête a endommagé plusieurs bâtiments et démoli un quai de pêche de 91 m. À Cedar Key, les dégâts de la tempête furent estimés à plus de 10 millions de dollars américains.

#### Géorgie, Carolines et Virginie

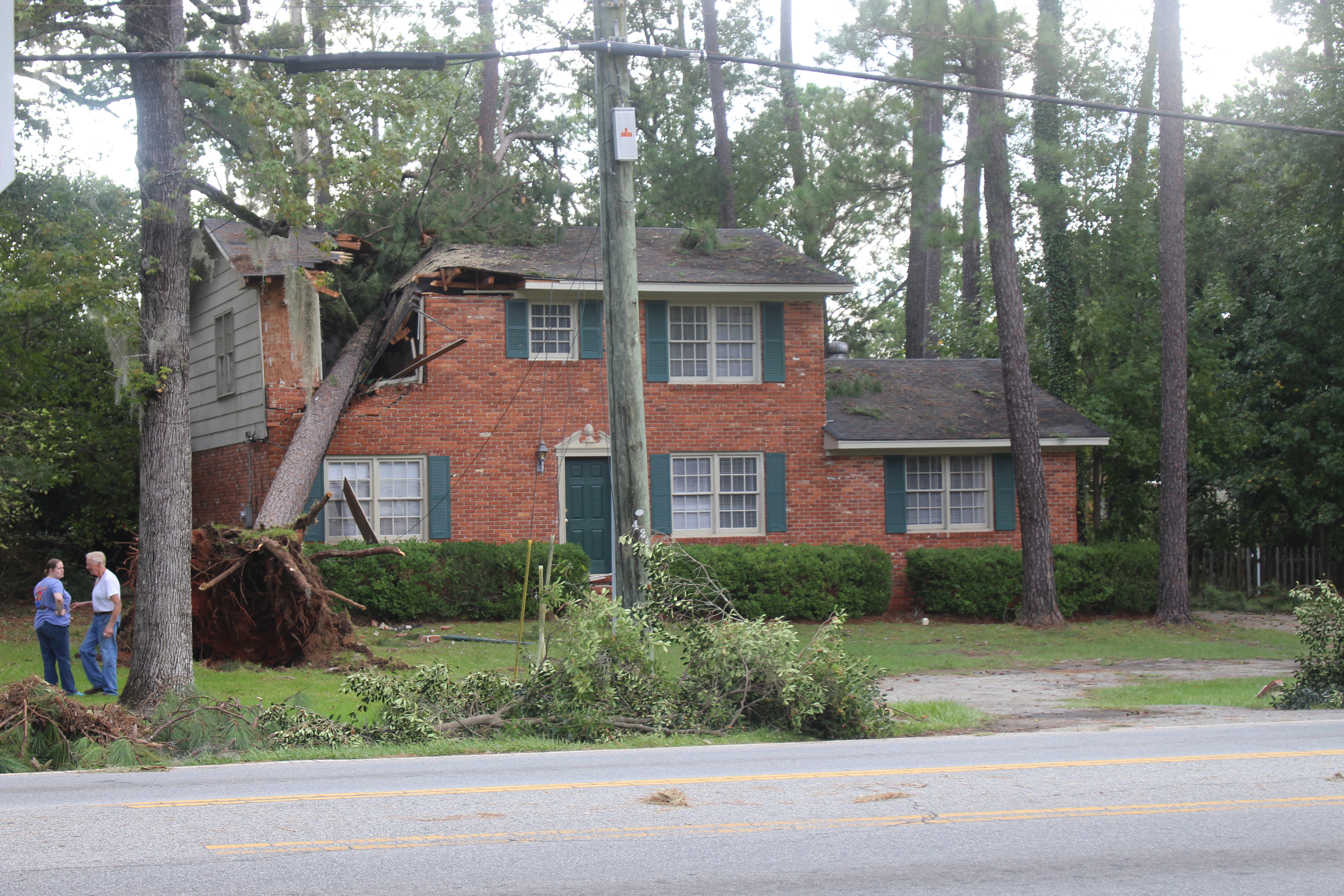
Dégâts en Géorgie.

Hermine faiblit en traversant la Floride. En entrant en Géorgie, l'ouragan devenu tempête tropicale produisit quand même des vents soutenus de 72 km/h à Savannah avec des rafales à 94 km/h. Plus loin au nord, à Folly Island en Caroline du Sud, les vents soutenus signalés furent de 70 km/h) avec rafales à 94 km/h. Dans les Carolines, il est tombé jusqu'à 272 mm à Murrells Inlet, Caroline du Sud. À l'aéroport international de Norfolk, les rafales atteignirent 69 km/h.
En Géorgie, en Caroline du Sud, en Caroline du Nord et en Virginie, le passage d’Hermine laissa environ 274 000 personnes sans électricité,,,. En Géorgie, les vents renversèrent des arbres sur les voitures et les maisons, faisant plusieurs blessés lors de nettoyage ultérieur mais ne causant aucun dommage majeur. La tempête engendra aussi deux tornades EF1 dans l'État.
Hermine inonda aussi les routes et abattit des arbres en Caroline du Sud, principalement dans le comté de Beaufort, mais sans faire de dommages importants. À Cottageville, un homme fut tué après avoir été heurté par une voiture alors qu'il enlevait un arbre tombé en travers de l'autoroute. Hermine produisit une petite tornade dans les Outer Banks de Caroline du Nord, renversant deux remorques et blessant quatre personnes. Les vagues et l'onde de tempête inondèrent également la route qui passe dans cette région.

### Ailleurs
Dans la partie est de Long Island, deux pêcheurs se sont noyés près de la rivière Wading quand ils furent emportés par les vagues causées par le cyclone post-tropical. À Nantucket, au large du Massachusetts, les vents atteignirent 63 km/h le 5 septembre, avec des rafales à 83 km/h. Le navire de croisière Anthem of the Seas de la Royal Caribbean International enregistra une mer de 12 m et des vents  de 180 km/h lors de son trajet du New Jersey vers les Bermudes.